# Antoni van Leeuwenhoek
Antony van Leeuwenhoek (punim imenom Thonius Philips van Leeuwenhoek) (Delft, 24. listopada 1632. – Delft, 30. kolovoza 1723.), nizozemski trgovac i znanstvenik.
Poznat je kao "otac mikrobiologije" i strastveni promatrač mikroskopski sitnog svijeta. Rođen je kao sin izrađivača košara, a u dobi od 16 godina osigurao je šegrtovanje kod Škotskog trgovca robom u Amsterdamu. 
Najpoznatiji je po izumu prvog mikroskopa i doprinosima u razvoju mikrobiologije. Koristeći ručno-izrađene mikroskope, bio je prvi čovjek koji je promatrao jednostanične organizme, mišićno tkivo, bakterije, spermije (vlastite) i protok krvi u kapilarama (malim krvnim žilama).
Za svoga života izbrusio je oko 500 optičkih leća i stvorio oko 400 vrsta različitih mikroskopa od kojih danas postoji samo 9. Njegovi mikroskopi izrađivani su od srebrenih i bakrenih metalnih okvira koji su pričvršćivali rukom brušene leće. Mikroskopi koji su sačuvani do danas imaju moć povećanja od čak 275 puta; makar se sumnja da je Leeuwenhoek posjedovao mikroskope koji su mogli povećavati čak i do 500 puta. Iako je u svoje doba smatran diletantom i amaterom njegova su znanstvena dostignuća nevjerojatne kvalitete.

## Rano otkrivanje mikroskopa
1648. u Amsterdamu van Leeuwenhoek zamislio je svoj prvi jednostavni mikroskop, povećalo koje bi koristili trgovci tekstilom a omogućavalo bi im povećanje do 3 puta.  Uskoro je izradio jedan za vlastitu upotrebu.  1654., napustivši Amsterdam preselio se natrag u Delft započevši vlastiti posao izrade tekstila i odjeće a kasnije, 1660., imenovan je kućepaziteljem Lorda Delfta. Vjeruje se da je uskoro nakon 1665. pročitao knjigu Roberta Hookea, Mikrografiju te da ga je upravo to potaknulo na pomisao da bi se njegovo otkriće moglo koristiti pri važnijim stvarima od izrade tekstila što mu je bila prvotna ideja. Počeo je razmišljati o upotrebi mikroskopa u proučavanju sićušnog svijeta nevidljivog ljudskom oku. 1669. ostvario je akademsku diplomu iz geografije.

## Priznatost u društvu i kasnija otkrića
Nakon što je razradio svoju metodu za izradu jakih leća i korištenja u istraživanju mikroskopskog svijeta, Leeuwenhoek je pomoću veze dospio u englesko Visoko Kraljevsko Društvo zahvaljujući poznatom nizozemskom fizičaru Regnieru de Graafu. Uskoro je počeo slati kopije svojih promatranja Društvu te su njegova najranija promatranja zabilježena u časopisu Kraljevskog Društva: Filozofski izvještaji. U tim objavljenim radovima bili su i van Leeuwenhoekovi "Pčelinji žalac i usta".
Unatoč prvotnom uspjehu u suradnji Kraljevskog društva i Leeuwenhoeka, veza je uskoro ozbiljno prekinuta. 1676. njegovo povjerenje je dovedeno u upit kada je Društvu poslao kopiju svojih istraživanja o jednostaničnim organizmima (za čije se postojanje nije znalo). Tako su, unatoč njegovoj stečenoj reputaciji u suradnji s Društvom, njegovi radovi jako skeptično promatrani. Na kraju je, zbog van Leeuwenhoekove nepopustljivosti pri svojim tvrdnjama, Društvo poslalo Engleskog župnika, te skupinu pravnika i doktora u Delft, Nizozemsku kako bi utvrdili je li van Leeuwenhoekova sposobnost zapažanja bila zdrava, kao i njegov razum. Jer u protivnom, Društvo bi trebalo reformirati svoje teorije o samome životu. Konačno, 1680. van Leeuwenhoekova istraživanja opravdana su u društvu što je rezultiralo njegovim imenovanjem kao važnog člana i suradnika Kraljevskog Društva. Nadalje tokom svoga života, napisao je oko 560 pisama Društvu i drugim znanstvenim institucijama u periodu od 50 godina. Tu je objasnio svoja daljnja istraživanja. 
1981. britanski mikroskopist Brian J. Ford otkrio je da su Leeuwenhoekovi izvorni uzorci preživjeli u kolekciji Kraljevskog Društva Londona te da su bili iznimne kvalitete i dobro očuvani. Ford je nastavio proučavati nizom mikroskopa dajući nam na znanje važnost Leeuwenhoekovog rada. Važnija Leeuwenhoekova otkrića bila su: 1674. infusoria, 1676. bakterija, 1677. spermatozoidi, 1682. skupina živčanih vlakana.
Umro je u dobi od 90 godina, 30. kolovoza 1723. u Delftu.

## Vanjske poveznice
- Leeuwenhoekova online biografija na nizozemskom